# Ernsttal
Ernsttal, bis 1837 Neubrunn, ist ein Ortsteil von Mudau im Neckar-Odenwald-Kreis in Baden-Württemberg.

## Geographie
Ernsttal liegt im badischen Odenwald im Tal des Teufelsbaches (Untertal) auf etwa 270 m ü. NHN. Westlich des Ortes liegt das Schloss Waldleiningen, südlich Schloßau und östlich Mörschenhardt. Im Norden von Ernsttal verläuft die Landesgrenze zu Bayern, im Westen die zu Hessen.

## Geschichte
Im Jahre 1314 wurde Ernsttal als „Nuwenbrunnen“ erstmals urkundlich erwähnt. Der ursprüngliche Name Neubrunn geht auf die Quelle in der Ortsmitte, den „Neuen Brunnen“, zurück. 1318 ging Neubrunn in den Besitz des Klosters Amorbach und damit zu Kurmainz über. 1803 kam Neubrunn kurzzeitig in das Fürstentum Leiningen und 1806 in das Großherzogtum Baden. Im Jahre 1837 wurde die Gemeinde Neubrunn zu Ehren des Erbprinzen Ernst zu Leiningen in Ernsttal umbenannt und 1838 nach Mörschenhardt eingemeindet. 1859 lebten in Ernsttal 59 und in Waldleiningen 20 Menschen. Am 1. September 1971 wurde Mörschenhardt in die Gemeinde Mudau eingegliedert. Heute besteht Ernsttal aus einem Forsthaus, einer Gaststätte, dem ehemaligen Fürstlich Leiningenschen Rentamt, den Resten der 1923 stillgelegten Brauerei und einigen Ökonomiegebäuden.
Eine andere aufgegebene Gemeinde ist das nahegelegene Galmbach, der Fürst von Leiningen benannte diese nach einem anderen Sohn in Eduardstal um.